# Joscio de Tiro

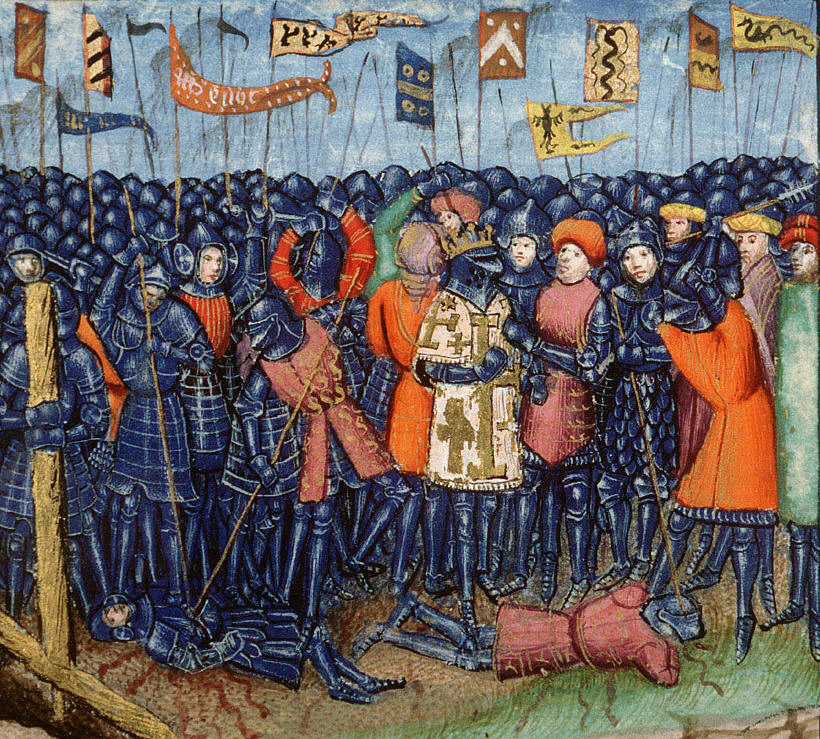
La batalla de Hattin en un manuscrito del.

Joscio, también conocido como Josías o Joceo (muerto en 1202), fue el arzobispo de Tiro en el Reino de Jerusalén de finales del siglo XII.
Fue canónigo o subdiácono de la iglesia de San Juan de Acre, y se convirtió en obispo de la ciudad el 23 de noviembre de 1172. Fue además miembro de la delegación de la iglesia latina de los Estados cruzados en el Tercer Concilio Lateranense de 1179. Mientras estuvo en Europa visitó Francia en nombre del rey Balduino IV, para negociar un matrimonio entre Hugo III de Borgoña y Sibila, hermana de Balduino, pero el casamiento nunca tuvo lugar, de modo que Sibila se casó el año siguiente con Guido de Lusignan.
Joscio sucedió al arzobispo Guillermo en algún momento antes del 21 de octubre de 1186, fecha de la que aparecen documentos que lo sitúan en aquella posición. Mientras tanto Sibila y Guido habían sido coronados reina y rey de Jerusalén, frente a las ambiciones de Raimundo III de Trípoli, que esperaba contar con sus propios partidarios en el trono. En Trípoli Raimundo se alió con el sultán Saladino contra Guido. En abril de 1187, Guido envió una embajada a Raimundo con la esperanza de conseguir una tregua, dirigida por Balián de Ibelín, Gérard de Ridefort, Roger de Moulins, Reinaldo de Sidón y Joscio. La delegación fue atacada por una porción del ejército de Saladino, que había entrado en el reino por Tiberíades, el feudo de Raimundo III, siendo derrotada en la batalla de Seforia el 1 de mayo. Balián y Reinaldo se habían detenido en sus propios castillos en el camino, pero Joscio estuvo presente en el combate.
Joscio y Balián continuaron hacia Tiberíades, donde se reunieron con Raimundo, quien se reconcilió luego con Guido luego de la derrota. La invasión del reino por Saladino dio lugar el 4 de julio a la batalla de los Cuernos de Hattin, en la que fue completamente destruido el ejército hierosolimitano; los supervivientes huyeron a Tiro, donde Conrado de Montferrato pronto tomó el control de las defensas de la ciudad tras llegar un mes después.
Tras la caída de Jerusalén en septiembre, Conrado envió a Joscio de Tiro a Occidente en un barco de velas negras portando peticiones de ayuda que incluían dibujos de propaganda en los que aparecían caballos sarracenos utilizando como establo y orinando en la iglesia del Santo Sepulcro. Joscio desembarcó en primer lugar en Sicilia, donde el rey Guillermo II se comprometió a enviar una flota hacia el este, y aunque murió antes de poder participar en una cruzada, su armada ayudó a salvar Trípoli de los ataques de Saladino. El arzobispo llegó a Roma, donde las noticias del desastre de Hattin supuestamente causaron al papa Urbano III la muerte por la impresión. Su sucesor Gregorio VIII emitió la bula Audita tremendi, llamando a una nueva cruzada y dirigida a los monarcas europeos. Joscio viajó entonces a Francia, donde ya habían llegado las noticias de Hattin y el conde Ricardo I de Poitiou ya se había comprometido a marchar a la cruzada. En enero de 1188, Joscio se reunió en Gisors con Enrique II de Inglaterra, Felipe II de Francia y Felipe I de Flandes. Medió una paz entre Enrique y Felipe, y los convenció para que tomaran la cruz. En Inglaterra, Enrique promulgó el «diezmo de Saladino» para costear la guerra, posiblemente influido por un tributo similar aplicado en Jerusalén en 1183, que el arzobispo de Tiro pudo haberle mencionado en Gisors. Algunos cronistas ingleses posteriores, incluido Mateo de París, afirman que el arzobispo presente en Gisors fue Guillermo, pero esto es un error.
Después de la tercera cruzada, Joscio fue nombrado canciller de Jerusalén por Enrique II de Champaña, quien se había casado con la reina Isabel de Jerusalén tras el asesinato de Conrado, pero no había tomado el título de rey. Enrique se involucró en una disputa con los canónigos de la iglesia del Santo Sepulcro a causa de la elección de un nuevo patriarca latino, y los había arrestado hasta que intervino Joscio. El arzobispo también estuvo presente en la fundación de la Orden Teutónica en 1198, muriendo probablemente en 1202.